# تولیدو (اوهایو)
تولیدو (به انگلیسی: Toledo) شهری است در ایالت اوهایو از کشور ایالات متحده آمریکا.
دانشگاه تولیدو و مرکز شرکت خودروسازی جیپ در این شهر قرار دارد.